# Culex navalis
Culex navalis är en tvåvingeart som beskrevs av Edwards 1926. Culex navalis ingår i släktet Culex och familjen stickmyggor. Inga underarter finns listade i Catalogue of Life.